# Santa Marinha (Ribeira de Pena)
Santa Marinha es una freguesia portuguesa situada en el municipio de Ribeira de Pena. Según el censo de 2021, tiene una población de 551 habitantes.